# Sankt Kathrein am Hauenstein
Sankt Kathrein am Hauenstein est une commune autrichienne du district de Weiz en Styrie.

## Géographie

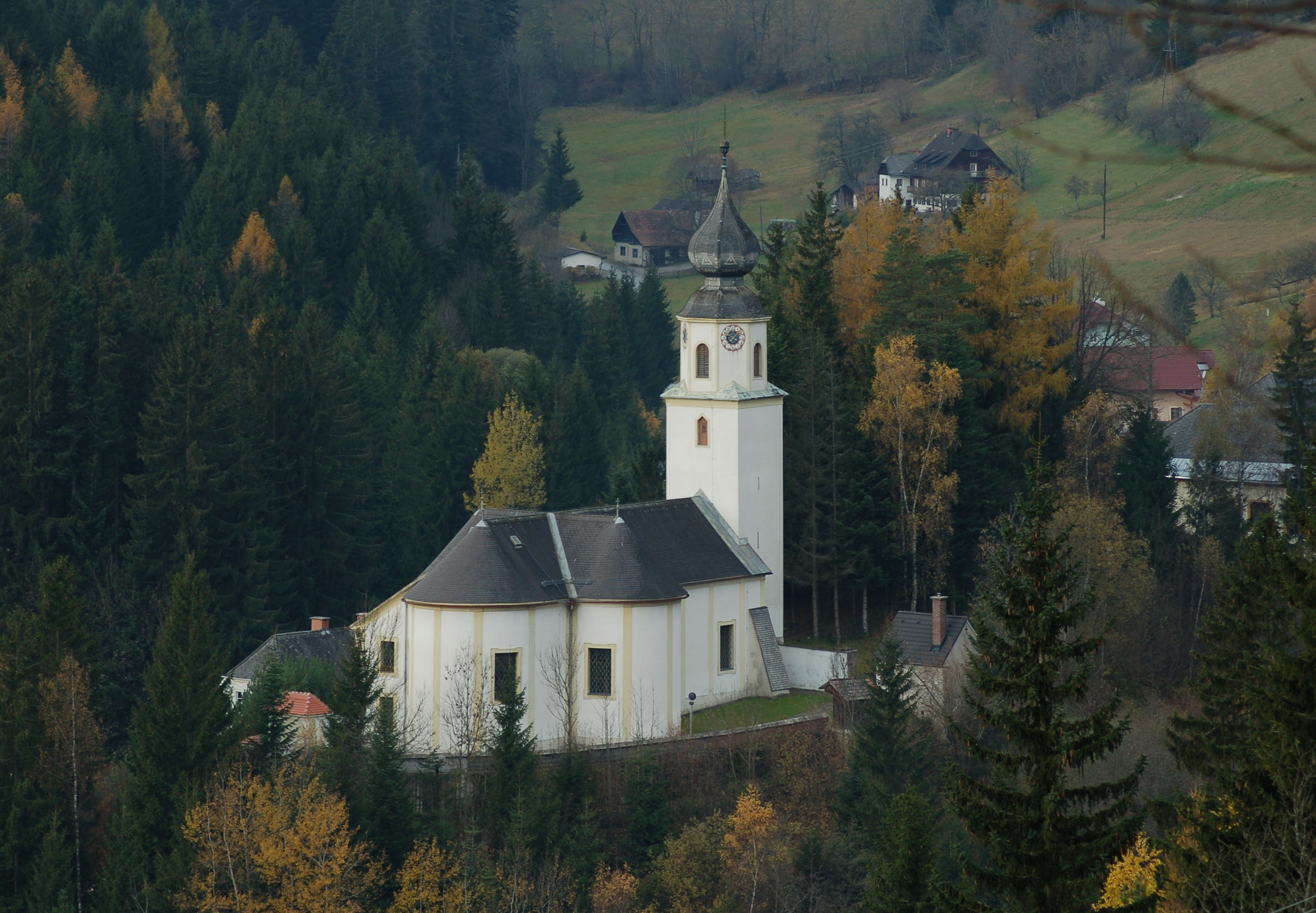
L'église où repose Catherine d'Alexandrie.

La commune est située à 820 m sur la route 72, reliant Krieglach an nord et Weiz au sud, dans les alpes de Fischbach, au pied du col de Alpl (1 099 m).